# Șerban Moraru
Șerban Moraru (n. 9 februarie 1986, București) este un fotbalist român care evoluează la clubul FC Brașov. Și-a făcut debutul în Liga I în anul 2007.